# Чура Василь Іванович
Василь Іванович Чура (нар. 23 червня 1968, Дубровиця, Рівненська область, УРСР, СРСР) — український історик, професор кафедри історичного краєзнавства Львівського національного університету імені Івана Франка, доктор історичних наук.

## Біографія
Народився 23 червня 1968 року у місті Дубровиця. З 1985 по 1990 роки навчався на історичному факультету Львівського університету. У 1990—2006 роках працює на посадах викладача, голови циклової комісії та заступника директора Львівського кооперативного коледжу економіки і права. У 2006—2008 року обіймає посаду першого заступника декана факультету цивільного захисту Львівського державного університету безпеки життєдіяльності. У березні 2008 році захистив кандидатську дисертацію на тему «Участь робітників Львова у національно-демократичному русі середини 80-х — початку 90-х рр. XX ст.» У 2009—2015 роках працював у Львівській державній фінансовій академії на посаді доцента кафедри соціальних і гуманітарних дисциплін. У липні 2014 року захистив докторську дисертацію на тему «Розпад радянського ладу в західних областях УРСР на зламі 80 — 90-х років XX сторіччя». Після підпорядкування Львівської фінансової академії Львівському національному університету імені Івана Франка з вересня 2015 року — доцент, а з вересня 2016 року — професор кафедри історичного краєзнавства історичного факультету Львівського національного університету імені Івана Франка.
Наукові зацікавлення пов'язані із розпадом Радянського Союзу.

## Публікації
- Останній комуністичний експеримент. Перебудова народногосподарського комплексу західних областей УРСР на зламі 80-х – 90-х рр. XX ст. — Львів, 2012.
- Руйнація компартійної влади на західноукраїнських землях наприкінці 80 – початку 90-х років XX століття. — Львів, 2013.
- Департизація промислових підприємств Львова на зламі 80 – 90-х рр. XX ст. // Наукові зошити історичного факультету Львівського національного університету імені Івана Франка. — Львів, 2005. — Вип. 8. — С. 384—394.
- Номенклатура Львівської обласної організації КПУ як чинник наростання суспільного антагонізму наприкінці 80-х рр. XX ст. // Наукові записки Тернопільського національного педагогічного університету імені Володимира Гнатюка. — Тернопіль, 2009. — Випуск 3. — С. 166—169.
- Фінансовий стан Чернівецького обласного комітету КПУ наприкінці 80-х – початку 90-х рр. XX ст. // Науковий вісник Чернівецького університету. — Історія. Політичні науки. Міжнародні відносини. — Чернівці, 2011. — Вип. 583—584. — С. 76—79.
- Розпад компартійної системи в Івано-Франківській області наприкінці 80-х – на початку 90-х рр. XX ст. // Галичина. Науковий і культурно-просвітній краєзнавчий часопис. Івано-Франківськ, 2012. № 20-21. С. 338-343.
- Скорочення чисельності комуністичних організацій Західної України наприкінці 80-х – початку 90-х рр. ХХ ст. Вісник Маріупольського державного університету. Серія: Історія. Політологія. – Маріуполь, 2013. Випуск. 7-8. – С.100-109.
- Закарпатський обком КПУ в умовах національно-релігійного відродження краю наприкінці 80-х рр. XX ст. // Схід. Аналітично-інформаційний журнал. — Донецьк, 2013. — № 5. — С. 164—170.
- Роль областных комитетов КПСС в событиях августа 1991 г.: исторический опыт Западной Украины // Знание. Понимание. Умение. Научный журнал Московского гуманитарного университета. — Москва, 2013. — № 2. — С. 129—135.
- Трансформация коммунистических организаций в Западной Украине в конце 80-х – начале 90-х гг. XX в. // Клио. Журнал для ученых. — Санкт-Петербург, 2013. — № 6. — С. 59—62.
- Становлення української державності у Закарпатті наприкінці 90-х рр. XX ст. // Україніка. Сучасна україністика: проблеми мови, літератури і культури. — Оломоуц, 2014. — Вип 6. — С. 339-345.